# CineCure
CineCure  — программное обеспечение для реставрации видео. Этот видеоредактор существует только для Microsoft Windows. CineCure была специально разработана для удаления нежелательных пятен, линий, царапин, "хлопьев" и аналогичных артефактов из видеозаписей.

## Особенности
Существует 2 разновидности программы: CineCure HD/SD - работает напрямую с видеомагнитофоном или цифровым видеомагнитофоном, и CineCure Data-file - обрабатывает видеофайлы (вплоть до разрешения 4K).
После объединения 1 июля 2012 года IMAGICA Digix Inc. с Photron Ltd. сайт программы поменялся.